# أطلس يوم أبو بريص
Quedenfeldtia moerens المعروف باسم أطلس يوم أبو بريص، هو نوع من السحالي في عائلة ذات الأصابع الكروية. هذا النوع مستوطن في المغرب.

## التصنيف
لا ينبغي الخلط بين أطلس يوم أبو بريص وبين الأنواع المختلفة، مثل Q. trachyblepharus، والتي تُعرف باسم أبو بريص أطلس النهاري.

## النطاق الجغرافي
يوجد أطلس يوم أبو بريص في المغرب. وقد يوجد أيضًا في الصحراء الغربية.

## الموطن
الموطن الطبيعي لأطلس يوم أبو بريص، هي المناطق الصخرية.